# Floor-Darlehen
Das Floor-Darlehen ist im Bankwesen ein Darlehen oder Kredit mit variablem Kreditzins, bei denen der Zins eine bestimmte Zinsuntergrenze nicht unterschreiten darf. Gegensatz ist das Cap-Darlehen. Diese Kredite sind mit einem Zinsderivat verbunden, und zwar konkret mit einem Floor (englisch floor, „Boden, Untergrenze“), so dass Floor-Darlehen ein strukturiertes Finanzprodukt darstellen. Sie vermindern das Zinsänderungsrisiko vor allem des Kreditgebers, weil dieser ein Interesse daran hat, dass durch sinkende Marktzinsen nicht seine Kreditmarge vermindert wird. Auf diese Weise kann ein variabel verzinslicher Kredit nach unten durch einen minimalen Zinssatz begrenzt werden. Insbesondere Kreditinstitute können durch Floors ihr Kreditgeschäft vor sinkendem Zinsniveau schützen. Das mit einem Zinsfloor verbundene Wertpapier heißt Floor-Floater.

## Funktionsweise
Ausgangspunkt ist ein zwischen Kreditgeber und Kreditnehmer vereinbarter Referenzzinssatz (meist Euribor oder LIBOR), der je nach Marktentwicklung Schwankungen unterliegt. Um das aus diesen Schwankungen resultierende Zinsänderungsrisiko zu minimieren, wird mit einem Floor eine Zinsuntergrenze vereinbart. Bei einem Floor ist der Kreditnehmer der Verkäufer der Option. Sinkt der aktuelle Referenzzins unter die im Floor vereinbarte Untergrenze des Referenzzinssatzes (ein so genannter englisch Floor-Strike), muss der Kreditgeber dem Kreditnehmer eine Optionsprämie zahlen. Es kann jedoch vereinbart werden, dass die Prämie in die Zinskalkulation eingepreist wird. Die Zinsdifferenzen zwischen dem Floor und dem aktuellen Marktzins sind durch eine Ausgleichszahlung vom Kreditnehmer zu leisten. Der Kreditgeber sichert sich vor einem sinkenden Zinsniveau ab, so dass seine Refinanzierungskosten kalkulierbar bleiben.

## Vergleich
Die Funktionsweise ergibt sich beispielsweise bei einem Zinscap und Zinsfloor, in welchem der Cap mit 4,00 % und der Floor mit 2,00 % festgelegt ist, während das aktuelle Zinsniveau bei 3,00 % liegt:
| Zinshöhe des Referenzzinssatzes | Cap (Kauf, also Long-Position)                           | Floor (Verkauf, also Short Position)                        |
| ------------------------------- | -------------------------------------------------------- | ----------------------------------------------------------- |
| 3,00 %                          | Caplet verfällt, da Referenzzins unterhalb vom Cap liegt | Floorlet verfällt, da Referenzzins oberhalb vom Floor liegt |
| 5,00 %                          | Ausgleichszahlung wird fällig                            | Floorlet verfällt, da Referenzzins oberhalb vom Floor liegt |
| 2,00 %                          | Caplet verfällt, da Referenzzins unterhalb vom Cap liegt | Ausgleichszahlung wird fällig                               |

Caplets und Floorlets sind die Zinscaps und Zinsfloors, die jeweils für eine einzelne Zinsbindungsfrist vereinbart werden. So wie sich einzelne Zinsbindungsfristen zur Gesamtlaufzeit addieren, bilden alle Caplets und Floorlets die gesamte Cap- oder Florrate. Die beim Cap und Floor vereinbarte Ausgleichszahlung entspricht der Zinsdifferenz zwischen dem aktuellen Referenzzins und der Zinsobergrenze bzw. Zinsuntergrenze. Überschreitet der aktuelle Referenzzins den Cap-Wert, bezahlt die Option die Differenz als Ausgleichszahlung. Unterschreitet der aktuelle Referenzzins den Floor-Wert, bezahlt die Option die Differenz als Ausgleichszahlung.  

## Wirtschaftliche Aspekte
In Phasen der Negativzinsen sinken die Referenzzinssätze in den Minusbereich, so dass auch der Referenzzins zur Verringerung der Kreditmargen der Kreditinstitute beiträgt. Deshalb verlangen Kreditinstitute in Kreditverträgen einen Referenzzinssatz-Floor von null Prozent, falls der Zinssatz negativ wird. Diese so genannte Floor-Klausel (Referenzzinssatz muss „≥ 0“ sein) ist im internationalen Kreditverkehr üblich und in den Standardverträgen der Loan Market Association berücksichtigt. Bei der Anwendung der Floor-Klausel wird unterstellt, dass der Referenzzinssatz stets „Null Prozent“ beträgt, solange der aktuelle Marktzins negativ ist. Bestehen Zinsswaps, können sich bei einer Floor-Klausel die Finanzierungskosten erhöhen, wenn Negativzinsen entstehen. 
Ein Floor-Darlehen wird oft zusammen mit einem Cap-Darlehen kombiniert, wobei durch die gegenseitigen Prämien die Cap-Prämie ganz oder teilweise kompensiert werden kann. Damit besteht eine Zinsober- und Untergrenze, ein Zinskorridor, genauer ein Corridor oder ein Collar.